# منطقة بر فارس

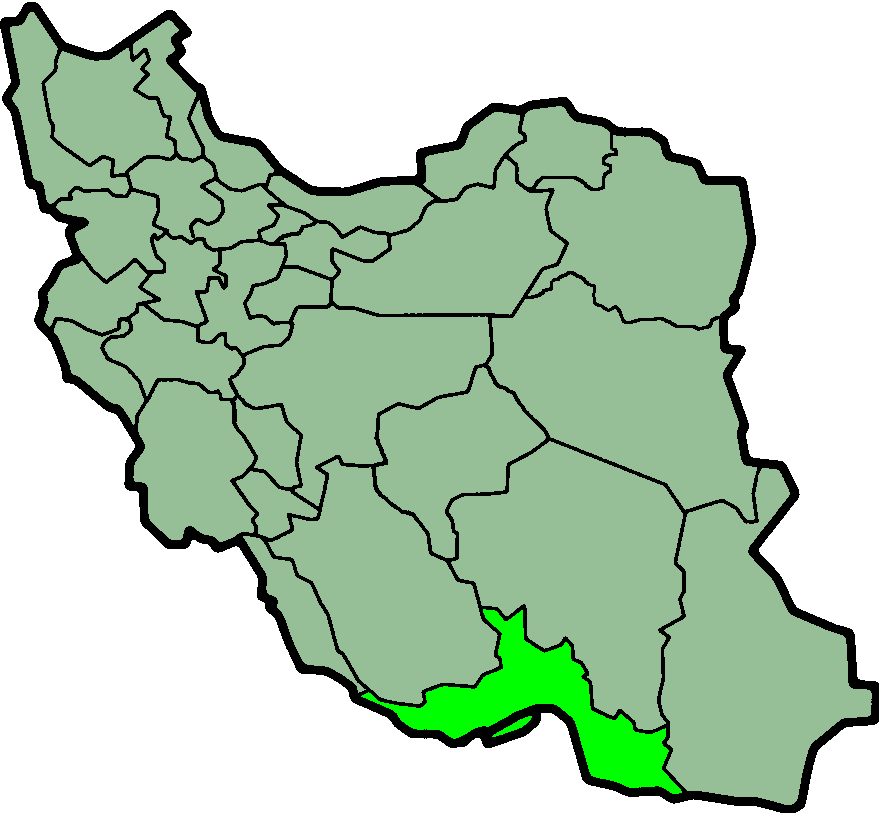
خارطة إيران وتظهر محافظة هرمزغان باللون الأخضر حيث منطقة بر فارس أماكن وجود القبائل العربية (إمارات عربية على الساحل الشرقي للخليج)

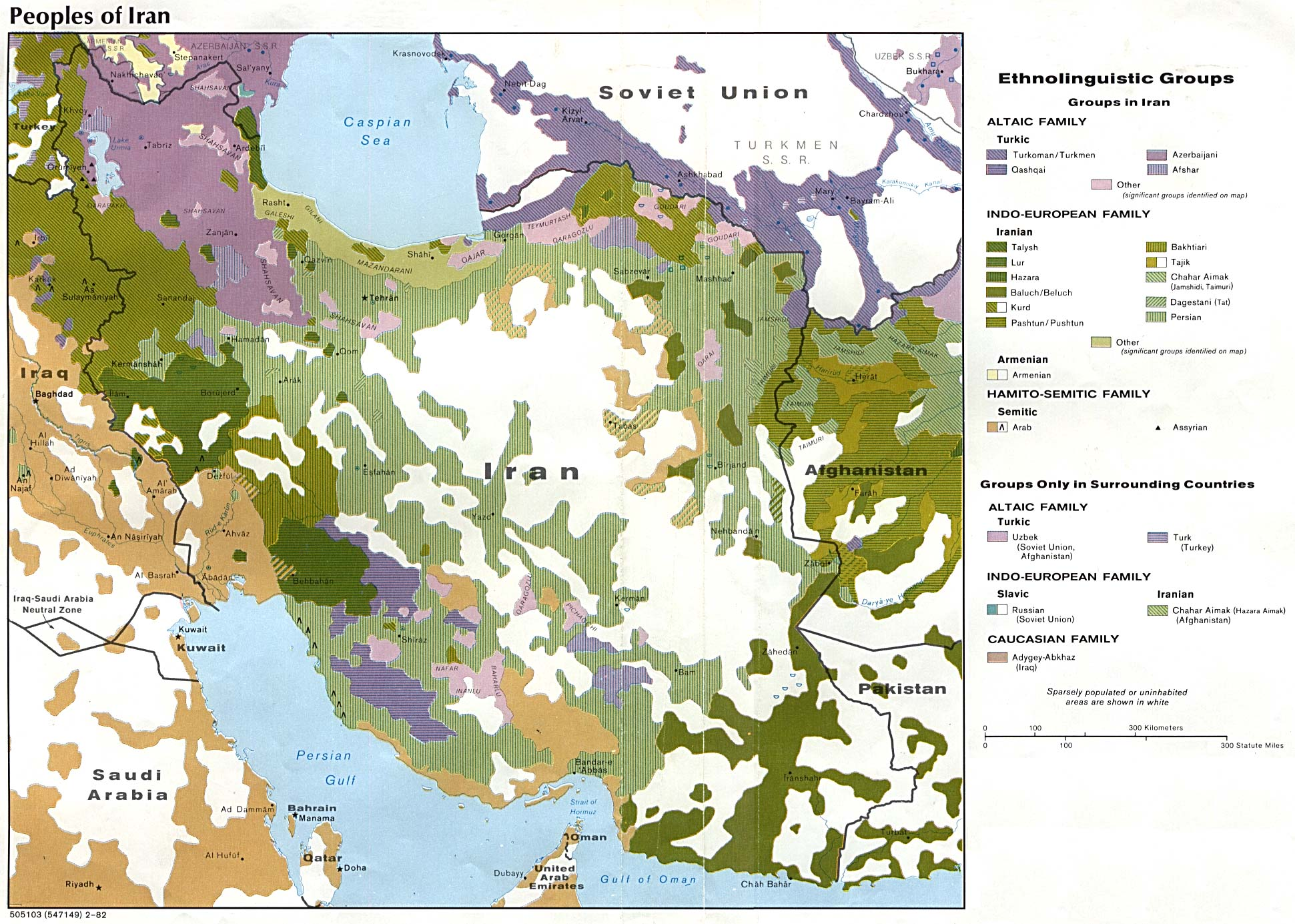
خارطة تظهر أماكن وجود العرب (باللون البني) والأعراق الأخرى في إيران حسب عام 1982

 جغرافية الخليج العربي (الضفة الشرقية ) او ما تسمى بالاحواز  تقع المنطقة بين دائرتي عرض 26 جنوباً و 28 شمالاً، وبين خطي طول 53 غرباً و 56 شرقاً.

## حدود المنطقة الجغرافية ومساحتها
- أولاً : حدود المنطقة

حدود منطقة الاحواز  من الغرب « قرية بنك » التابعة لقبيلة « بني خالد المشهورين بالنصوريين »، الواقعة غربي « مدينة كنكون »، وتبعد عنها مسافة 6 كيلومترات، ويسكنها أناس من أفراد « قبيلة عبيدل ».
وحدود المنطقة من الشرق « قرية دشكان »، الذي يقع جنوب « قرية سايه خوش». أما بالنسبة لحدود منطقة الاحواز  من الشمال فتحدها عدة مناطق وهي من الغرب إلى الشرق كما يلي:
منطقة «تنكسير» وتليها «جَم»، ثم منطقة «كلدار» ثم منطقة «أشكنان» إلى الشرق منها منطقة الجنوب وتشمل « مدينة بستك» وهي تقع تحت حكم العباسيين الذين يعرفون بـ(خوانين بستك)، و« ناحية كوخرد » في أقصى الشرق في الحدود الشمالية بمسافة 155 كيلومتراً، وكانت هذه البلدة (ناحية كوخرد) آخر معقل وآخر حدود دولة 
القواسم في بر فارس، ومقر حكمهم مدينة بندر لنجة. وتحد المنطقة من الجنوب مياه الخليج العربي حيث تمتد عليه بساحل طويل. وتـتبع المنطقة عدة جزر وهي من الغرب إلى الشرق كما يلي:
- « جزيرة الشيخ شعيب »، وهي جزيرة طويلة يبلغ طولها 30 كيلومتراً، وعرضها 6 كيلومترات، ويقابلها على ساحل المنطقة من جهتها الغربية «قرية شيروه»، ومن جهتها الشرقية «قرية نخيلوه» و«رأس الابزالي». وهناك جزيرة صغيرة شرقي « جزيرة الشيخ شعيب »، تسمى (شتوار) وتبعد عنها مسافة 3 كيلومترات، الجزيرتان تابعتان لقبيلة بني حماد (الحمادي).
- جزيرة « هندورابي » وهي تقع جنوب غربي « قرية شيروه»، الساحلية وتبعد عنها مسافة 9 كيلومترات، وهي تابعة لقبيلة عبيدل.
- جزيرة «قيس» وهي جزيرة شبه بيضاوية موازية لقرية « كرزه » الساحلية التابعة لبني حماد، وتبعد عنها مسافة 18 كيلومتراً، والجزيرة تابعة لقبيلة آل علی.
- جزيرة « فرُور » وهي تقع موازية لبلدة « مغوه » الساحلية، مقر حكم المرازيق، وتبعد عنها مسافة 20 كيلومتراً، وإلى الجنوب الغربي منها تقع جزيرة « نابيوه » وهي جزيرة صغيرة عبارة عن جبل، تبعد عن بلدة مغوه 15 كيلومتراً، والجزيرتان تابعتان لقبيلة المرازيق.
- جزيرة « سري » وتقع موازية لـ (رأس بستانه) وتبعد عنه مسافة 40 كيلومتراً وهي تابعة لمنطقة « بندر لنجة »، وسكنتها عدة قبائل ومنها آل دستور.
- ثانياً:مسافات المنطقة ومساحتها الاجمالية

تبلغ مسافة منطقة «بر فارس» المسمى بـ(شيبكوه)، من الغرب حيث « قرية بنك » إلى الشرق حيث « رأس دشكان » 426 كيلومتراً، وتتراوح المسافة من الشمال إلى الجنوب ما بين 40 كيلومتراً من وسط المنطقة و 2 كيلومتراً في شرقها، و 5 كيلومترات في غربها، أما المساحة الاجمالية فتبلغ 6414 كيلومتراً مربعاً تقريباً.

## تضاريس المنطقة
تعتبر منطقة « بر فارس » (شيبكوه) منطقة جبلية تفصل بينها هضاب وسهول تمثل أراضي زراعية صالحة للزراعة، بالإضافة إلى بعض السبخات في شرق المنطقة وغربها، كما تتخلل هذه الهضاب والسهول أفلاج تستخدم في ري المحصولات الزراعية، وتفصيل ذلك كما يلي:
- أولاً : الجبال:

تحد المنطقة من الشمال سلسلة جبال مرتفعة جداً تتراوح بين 4 آلاف إلى 3 آلاف قدم تقريباً. وتدخل بعض اجزائها في حدود المنطقة الشمالية كـجبال الناخ الخاضعة لحكم القواسم، وخاصة في الجهة الشرقية حيث منطقة بندر لنجة، ومنطقة المرازيق. وتقع بين هذه السلسلة وساحل المنطقة على الخليج العربي جبال تخرق بعض المناطق وتفصل بينهما. وبعض تلك الجبال توازي الساحل ولاتترك منه في بعض المناطق الا ساحلاً ضيقاً، بل انها تلاصق الساحل في بعض أجزائه مثل «بندر دستور» و(رأس بالدود) و(رأس مويه).
وفي أقصى شرق المنطقة، من شرقي « قرية هميران » الواقعة شرقي « بندر معلم » إلى (رأس دشكان)، يمتد ساحل جبلي يسمى « بُلوغار ». وتتميز السلسلة الجبلية الشمالية في جزئها الغربي الواقع شمال قرية « الطائرية » (مدينة سيراف)، حتى شمال «بيضخان» هذه الجبال غنية بمعادن كثيرة كالآتي:
1. وجود الفحم الحجري بكميات كبيرة وهي غير مستعملة.
2. وجود النفط والغاز بكميات تجارية، وقد حفرت بعض الآبار فيها من قبل الحكومة المركزية لاستخراجه.

كما يوجد في الجبل الواقع شرقي «قرية بسباس» الواقعة شمالي «قرية دهنُو» معدن الموميان يقطر من الجبل مباشرة ويستفيد منه أهالي المنطقة المجاورة في جبر الكسور وغيرها.
أما الجبل الواقع شمالي « قرية شنيز » إلى « قرية هميران » التابعة لمنطقة عبيدل فهو غني بالأشجار المفيدة النافعة حيث يوجد به شجر «البيذام أو اللوز»، وأشجار «حبة الخضراء» و(اللبان) التي تؤكل مباشرة، هذا بالإضافة إلى أشجار (الخيل) و(الفوطن) و(الصعتر أو الزعتر) و(الشيح) التي تستخدم في كثير من الأدوية.
والجبل الواقع شمال « قرية رستمي » إلى قرية « البهامنة » يتميز بوجود المعادن التالية: البرونز، النحاس، المنيوم، الكبريت، بكميات كبيرة.
أسماء الجبال الداخلية الواقعة بين السلسلة الشمالية والساحل، وارتفاعها وبعض خصائصها فكما يلي:
من الغرب حيث « قرية زبارة » التابعة لبني مالك إلى « قرية رستاق » التابعة لبني حماد القسم الشرقي، يوجد جبل يوازي الساحل في جزئه الغربي ويبتعد عنه في جزئه الشرقي يخترق منطقتي بني حماد وعبيدل، وتختلف أسماء هذا الجبل باختلاف المناطق:
من قرية زبارة إلى قرية بستانه يسمى جبل دستور، ومن قرية بستانه إلى قرية جهواز يسمى جبل شاهين كوه، ومن قرية جهواز إلى قرية بوجير يسمى جبل سنجول، ومن قرية بوجير إلى نهايته من الشرق يسمى جبل نادردون.
ويتراوح ارتفاع « جبل دستور » بين 100 إلى 1000 قدم تقريباً، ويبلغ ارتفاع « جبل شاهين كوه » من 1000 إلى 1100 قدم تقريباً عن سطح البحر، أما « جبل سنجول » و« جبل نادردون » فيبلغ ارتفاعهما 4000 قدم تقريباً.
أما مميزات وخصائص هذا الجبل فكما يلي:
يتميز جبلي « سنجول » و« نادردون » بوجود الأشجار المختلفة كالتين الجبلي، والبيذام والصعتر والفوطن والشيخ والحرمل والسدر والسمر والسلم، ومعظم هذه الأشجار والشجيرات تستخدم في الأدوية المحلية بالإضافة إلى وجود شجر « العود » بهذا الجبل. كما يوجد في « جبل نادردون » شمال قرية باغو غربي منبع الفلج كميات من النطف غير مستغله بالإضافة إلى الغاز. كما تعيش في هذا الجبل قطعان من الغزلان والوعول بالإضافة إلى بعض الحيوانات المفترسة كالنمور، والفهود والذئاب، والضباع. كذلك حيوانات أخرى مثل الثعلب والأراتب وغيرها. هذا بالإضافة إلى وجود نحل العسل حيث تنتشر خلاياه في الجبل بكثرة، ويعتبر جزء من مصادر دخل أهل المنطقة. ويوجد في وسط المنطقة جبل ساحلي يبدأ غرباً من منطقة « خور كاره » ويمتد موازياً للساحل شرقاً إلى شرق قرية (تاوونه) حيث يمتد شمالاً ثم شرقاً إلى قرية (نيرم) وتختلف أسماؤه باختلاف المناطق: فمن منطقة خوركاه إلى رأس بالدود يسمى «جبل شيروه»، ومن رأس بالدود إلى رأس مويه من جهة الجنوب يسمى «جبل كلات» نسبة إلى قرية (كلات)، ومن رأس مويه إلى شرقي تاوونه يسمى «جبل تاوونه» نسبة إليها، ومن جهة الشمال من قرية القريشة إلى وادي الطوق يسمى « جبل مرباخ »، ومن وادي الطوق إلى قرية غدير البحرية يسمى « جبل كوسور »، ومن قرية غدير البحرية إلى مدخل (الخوم) يسمى « جبل كلنكوه »، ومن مدخل الخوم إلى نيرم يسمى « جبل خُم » ويبلغ ارتفاع الجبل بمسمياته المختلفة من خور ماه إلى شمال قرية تاوون بين 2000 إلى 3000 قدم عن سطح البحر، أما مميزاته وخصائصه من الجهة الشمالية فهي: من وادي (ساركوه) الواقع شرقي قرية القريشة، إلى وادي الطوق الواقع شرقي قرية مرباخ، جبل غني بمعادنه الثمينة، وأحجاره الكريمة النفيسة من مختلف الألوان والأشكال كالفيروز وغيره. كما يوجد به الرخام بكميات كبيرة وأنواع مختلفة. أما من حيث الأشجار فهو غني كذلك بأشجاره المفيدة مثل التين والصعتر والفوطن والشيح والجعدة والسمر والسلم والسدر. كما تكثر فيه قطعان الوعول والغزلان بالإضافة إلى الطيور بأنواعها المختلفة كـ: القمري والدراج والصفرد وحمام البري المطوق والقطا والقوبعة والحجل وهدهد وأم سالم وصعوة وألأدرج وغيرها من الطيور البرية المختلفة. ويعد بمواصفاته هذه من أغنى جبال المنطقة من جميع النواحي.
ومن العجائب التي توجد في هذا الجبل غار يسمى (غار برزيده) يقع جنوبي قرية مرباخ ويبعد عنها مسافة 7 كيلومترات، والعجب في هذا الغار أنه في شدة أيام الحر في المنطقة التي توافق برج الأسد يكون جوه بارداً جداً بدرجة 10 درجات مئوية فوق الصفر تقريباً. واتساع هذا الغار 50 متراً طولاً وعرضاً وليس له الا مدخل واحد ارتفاعه متر واحد وعرضه ثلاثة أمتار.
أما « جبل كوه سور » فهو غني بالملح الجبلي الممتاز بكميات هائلة لو صنعت لكفت نصف قارة آسيا تقريباً. ويتميز « جبل خُم » بوجود نبع ماء كبريتي ساخن جداً يستخدمه أهالي المنطقة للاستشفاء من بعض الأمراض كالروماتيزم والقروح وشد الأعصاب، ويدعى هذا المنبع (عين الخوم) وهو مشهور عند أهل المنطقة ويدعى أحياناً بعين (مراغه). وجبل آخر في المنطقة يقع شمالي قرية حسينه وهو جبل ليس بالطويل يسمى « جبل اليارد» يبلغ ارتفاعه عن سطح البحر بين 1000 إلى 1200 قدم تقريباً.
كما يوجد هناك جبلان صغيران جنوبي قرية مهركان وشمال قرية بستانه الساحلية يسمى الأول « جبل بيركوه » والثاني « جبل بسكوه » ويبلغ ارتفاعهما عن سطح البحر من 100 إلى 150 قدماً تقريباً. وتوجد مرتفعات جبلية صغيرة تقع بين منطقة (جنكل) شمالي مدينة بندر لنجة والساحل. لايتعدى ارتفاعها 50 قدماً، وتوجد على قمتها آثار مساكن قديمة لايعرف تاريخها.
- ثانياً: الهضاب والسهول والسبخات والأفلاج:

تقع بين هذه الجبال الداخلية والجبال الشمالية هضاب وسهول خصبة تستخدم في زراعة الحنطة والشعير وبقية الحبوب بالإضافة إلى النخيل وبعض أشجار الفواكه، وتنتشر قرى المنطقة في جوانب جبال المنطقة من الشمال والجنوب.
وتختلف الهضاب من حيث الارتفاع والانخفاض باختلاف المناطق والجبال. فأما غرب المنطقة فلا يتجاوز عمق آبارها أربعة أقدام، وأما وسط المنطقة من حدود (بوجير) إلى حدود (ورزنك) فقد يتعدى عمق آبارها 30 قدماً. أما المنطقة الشرقية فيبلغ متوسط عمق آبارها خمسة أقدام.
كما توجد هناك مناطق سبخية في شرقي المنطقة من جنوب قرية كهورستان إلى غربي منطقة (جنكل) إلى حدود منطقة بلدة مغوه ثم إلى قرية « راولوه » وفي غرب المنطقة الأرض الواقعة بين القرى التالية: من غربي قرية « خياروه » إلى جنوب قرية « بيضخان » إلى شرقي قرية « عسلوه » إلى حدود « رأس نابند » من الشمال.
- الأفلاج:

الفلج عبارة عن مجرى للمياه التي تنبع من الجبال وهي صالحة للري وللشرب في بعض المناطق، وهذه المجاري والقنوات مبنية منذ القدم من المنبع إلى مناطق الري، وتتراوح المسافة بين المنبع والقرى من 22 إلى 12 كيلومتراً تقريباً.

## يوجد بالمنطقة أحد عشر فلجاً ومواقعها كما يلي
- 1.  فلج أختر : يبعد منبعه عن « قرية أختر » مسافة 11 كيلومتراً، ويقع المنبع شمال القرية في الجبل المشهور بجبل (جم).
  2.  فلج الطاهرية : ويبعد منبعه عن « قرية الطاهرية » مسافة 18 كيلومتراً، ويصب في غربها.
  3.  فلج بيضخان : يبعد منبعه عن القرية مسافة 12 كيلومتراً شرقأً.
  4.  فلج بومستان : يبعد منبعه عن القرية مسافة 12 كيلومتراً من جهة الشمال.
  5.  فلج بَردول : والذي يصل قرية (أحشام) ويبعد منبعه عن القرية مسافة 18 كيلومتراً شرقأً.
  6.  فلج جهة:  يصل إلى قرية (أحشام) ويقع شرقي « فلج بَردول »، ويبعد منبعه عن قرية أحشام مسافة 22 كيلومتراً.
  7.  فلج بهده:  والذي يبعد منبعه شمال غربي قرية (بهده) مسافة 12 كيلومتراً.
  8.  فلج الأبناو:  ويصل إلى مزارع (الأبناو) الواقعة في شمال الشرقي لقرية هميران ويبعد منبعه عن المزارع مسافة 3 كيلومترات.
  9.  فلج نخل جمال:  ويبعد منبعه عن القرية شمالاً 13 كيلومتراً.
  10.  فلج باغو:  ويقع منبعه شمال القرية ويبعد عنها بمسافة 12 كيلومتراً.
  11.  فلج رستاق:  والذي يمر بقرية (لشتوني) من جهة الشرق ويبعد منبعه عن (قرية رستاق) مسافة 20 كيلومتراً.

وهناك فلجان قنواتهما مسدودة ومعطلة مما يحول دون وصول الماء إلى المناطق الزراعية. أحدهما يقع شرقي قرية (نخل خلفان) مسافة 6 كيلومترات ويسمى (فلج علمدين) والآخر يقع جنوب قرية (القريشة) ويبعد عنها مسافة 8 كيلومترات ويسمى (فلج الكهن). هذا بالإضافة إلى فلج آخر بنفس المواصفات يقع جنوب (قرية كوشند) التابعة لقبيلة عبيدل، ويبعد عن القرية مسافة 3 كيلومترات ويسمى (فلج القناتان).
- ثالثاً:الشريط الساحلي:

يمتد الشريط الساحلي على طول حدود المنطقة على ساحل الخليج العربي.
شريط ساحلي يضيق في بعض المناطق ويتسع في الأخرى تبعاً لملاصقة الجبال له وبعدها عنه، فنجد متسعاً نوعاً ما في الغرب من « مدينة كنكون » إلى (رأس نابند) حيث يتراوح عرضه من 100 إلى 50 متراً، أما من (رأس نابند) إلى قرية بستانه فلا يتعدى عرضه 40 متراً، ومن قرية بستانه إلى « بندر المقام » فيتراوح عرضه بين 200 إلى 600 متر تقريباً، ومن (بندر المقام) إلى بلدة مغوه فيتراوح عرضه ما بين 100 إلى 200 متراً، ومن (بلدة مغوه) إلى « رأس بستانه » فاتساعه ما بين كيلومتر واحد إلى كيلومترين، ومن قرية بستانه إلى قرية ]]شناس]] فيتراوح عرضه ما بين 1000 إلى 1500 متر تقريباً، ومن قرية جشة إلى (بندر معلم) فيتراوح عرضه بين 100 إلى 500 متر، ومن (بندر معلم) إلى (رأس دشكان) فتيراوح عرضه بين 100 إلى 300 متر.
وتقع على هذا الشاطئ عدة موانئ ومراسي للبواخر والسفن منها: « ميناء مدينة لنجة »، « ميناء جارك »، « ميناء مغوه ». أما المراسي فأشهرها التي تسمى (بندر) عند أهل المنطقةـ وهي: « بندر معلم »، « بندر كنك »، « بندر بستانه »، « بندر مغوه »، « بندر كلات »، « بندر شيروه »، « بندر المقام »، « بندر شيووه »، « بندر دستور »، « بندر تبن »، « بندر عسلوه »، « بندر نخل تقي »، « بندر أختر »، « بندر عينات » و« بندر كنكون ». 
وهناك قرى ساحلية تشتهر شواطئها بكثرة الأسماك، وتعتبر مصايد للأسماك في المنطقة وهي: « قرية بستانه »، « قرية دوان »، « قرية تاوونه »، « قرية كرزه »، « قرية شيروه »، « قرية نخيلوه »، « قرية المقام »، « قرية شيووه »، « قرية برك »، « قرية أختر » و« قرية ميلوه ».

## مناخ منطقة بر فارس
مناخ منطقة بر فارس لا يختلف عن مناخ بقية مناطق الخليج العربي، إِلا أن الطبيعة التضاريس الجبلية تأثير في درجة الحرارة والأمطار. وهو عموماً حار جاف صيفاً بارد ممطر شتاءً.
 ونورد فيما يلي مناخ المنطقة في كل فصل من فصول السنة على حده:
- فصل الصيف:  يبدأ من أول برج السرطان إلى آخر برج السنبلة. ويتميز فصل الصيف بشدة حرارته الجوفية حيث تصل درجة الحرارة في المناطق الساحلية من جهة الشرق للمنطقة إلى 45 درجة مئوية فوق الصفر، وفي الجهة الغربية من 35 إلى 40 درجة مئوية فوق الصفر.

أما القرى الواقعة بين الجبال فدرجة الحرارة فيها متذبذبة لكنها مرتفعة في نفس الوقت، إذ تصل إلى 35 درجة مئوية وأحياناً إلى 40 درجة مئوية فوق الصفر، وتقل درجة الحرارة في جبال المنطقة حيث لا تتعدى 25 درجة مئوية فوق الصفر، وتنزل إلى ما دون ذلك في الليل حيث يكون الجو بارداً.
ونلاحظ قلة هبوب الرياح في فصل الصيف وهو عامل من عوامل ارتفاع الحرارة، وغالباً ما تكون غربية عند هبوبها. كما يلاحظ هدوء البحر في هذا الفصل من بدايته إلى نهايته حيث يبدأ موسم صيد اللؤلؤ في المغاصات. ويقل في هذا الفصل صيد السمك وذلك لشدة حرارة مياه الساحل، وبسبب ارتفاع درجة الحرارة وعدم سقوط الأمطار فيقل منسوب مياه الآبار، كما تجف ينابيع العيون وتنمو الأملاح في بعض جبال المنطقة وخاصة « جبل كوه سور ».
- فصل الخريف:  يبدأ من أول برج الميزان إلى آخر برج القوس ويكون الجو معتدلاً بصفة عامة في هذا الفصل، وذلك بسبب الرياح الشمالية والغربية التي تهب على المنطقة وقد تشتد أحياناً حيث تؤدي إلى ارتفاع أمواج البحر على السواحل وهيجانه أحياناً أخرى. كما تؤدي إلى انخفاض درجة الحرارة بشكل نسبي.

ويلاحض في هذا الفصل تساقط أوراق الأشجار استعداداً لفصل الشتاء القادم. وفي منتصف برج القوس يبدأ أهل المنطقة في زراعة الحبوب كاالقمح والشعير وغيرها، كما يقومون بزراعة البصل والطماطم وباقي الخضروات الشتوية. وتهطل في هذا الفصل أمطار خفيفة أحياناً.
- فصل الشتاء:  يبدأ من أول برج الجدى إلى آخر برج الحوت ويتميز بشدة البرودة عدا المناطق الساحلية حيث تحتفظ بدفئها، إذ تصل درجة الحرارة فيها إلى 20 درجة مئوية فوق الصفر.

أما في القرى الواقعة بين الجبال فتصل درجة الحرارة فيها إلى 15 درجة أو 20 درجة مئوية فوق الصفر. أما الجبال فيكون البرد فيها قارصاً جداً، حيث تنخفض الحرارة فيها درجة الصفر وما تحت الصفر.
وتهطل الأمطار عزيرة في هذا الفصل من أول برج الجدي إلى منتصف برج الحوت، عدا أيام الجدب حيث تقل الأمطار مما يؤدي إلى فساد المزروعات والتأثير على أهالي المنطقة اقتصادياً.
وتقترب الأسماك في هذا الفصل من السواحل لدفئها وخاصة أسماك السردين التي تسمى (العومة)، ويبدأ موسم صيدها بكميات كبيرة، كما تكثر الأنواع الأخرى من الأسماك في المصايد المعروفة والتي سبق ذكرها.
- فصل الربيع:  يكون الجو معتدلاً في هذا الفصل حيث ترتفع درجة الحرارة نسبياً، ويهب النسيم العليل الذي خلفه الشتاء، وتزهر المزروعات المختلفة بعد هطول الأمطار فتنمو محاصبل الحبوب وبقية الخضروات الشتوية، وذلك في بداية هذا الفصل. وتتحول المنطقة إلى جنة خضراء بإكتساء الأراضي بالعشب والحشائش وازدهار الرياض بالورود والأزهار، وترمنها يتغريد الطيور وزقزقة العصافير، وانتشار الفراشات ذات الألوان الزاهية.

## الناحية الدينية
الديانة والمذاهب في بر فارس: 
يدين سكان المنطقة قاطبة بالديانة الإسلامية، إذ لا يوجد بينهم أهل الكتاب من اليهود أو النصارى، أو وثنيون أو أي ديانات أخرى سماوية أو غير سماوية. 
وجميع أهل المنطقة عرب سُنِّيوُّن يتخللهم بعض الإمامية الاثنا عشرية النازحون إليهم من المنطقة المجاورة، وهم أقلية صغيرة جداً في بعض القرى. وأهل السُنةّ سكان المنطقة تختلف مذاهبهم فمعظمهم شافعية بالإضافة إلى المالكية والحنابلة، ولا يوجد بينهم أحناف.
تنتشر المساجد الصغيرة والكبيرة في جميع قرى ومدن المنطقة وعددها يعتمد على المدن والقرى وعدد السكان فيها. فتحتوي القرية على مسجدين أو ثلاثة، والمدينة خمسة أو ستة مساجد.
وتضم هذه المساجد سكان القرى والمدن في الصلوات الخمس علاوة على الجوامع التي تقام فيها صلاة الجمعة. ويقوم على بناء المساجد المتبرعون من أهل الخير، كما يقوم أهل القرى والمدن بمساعدة الأمام والمؤذن في تأمين معيشتهما، وتوفير حاجاتهما. كما يوجد في المنطقة مدارس الشرعية.